# Piper PA-48 Enforcer
Piper PA-48 Enforcer là một loại máy bay cường kích/yểm trợ trực tiếp hạng nhẹ, do hãng Piper Aircraft chế tạo.

## Tính năng kỹ chiến thuật (PA-48)
Dữ liệu lấy từ Jane's All The World's Aircraft 1982–83
Đặc điểm tổng quát
- Kíp lái: 1
- Chiều dài: 34 ft 2 in (10,41 m)
- Sải cánh: 41 ft 4 in[2] (12,60 m)
- Chiều cao: 8 ft 9 in (2,67 m)
- Diện tích cánh: 245 ft² (22,8 m²)
- Trọng lượng rỗng: 7.200 lb (3.266 kg kg)
- Trọng lượng cất cánh tối đa: 14.000 lb (6.350 kg)
- Động cơ: 1 × Lycoming YT55-L-9 kiểu turboprop, 2.455 ehp (1.823 kW)

 Hiệu suất bay 
- Tốc độ không vượt quá: 402 mph
- Vận tốc cực đại: 345 mph (300 knot, 556 km/h) trên độ cao 15.000 ft (4.575 m)
- Vận tốc hành trình: 253 mph (220 knot, 408 km/h)
- Vận tốc tắt ngưỡng: 114 mph (82 knot, 183 km/h)
- Bán kính chiến đấu: 460 mi (400 hải lý, 740 km) 2 thùng pháo 30 mm
- Trần bay: 20.000 ft (6.100 m)
- Vận tốc lên cao: 5.000 ft/phút (26,1 m/s)

Trang bị vũ khí

- Giá treo: 6 giá treo dưới cánh với tổng trọng lượng 5.680 lb (2.576 kg).